# Gottfried Kluttig
Gottfried Kluttig (* 1. September 1913 in Friedersdorf bei Frauenstein; † 14. März 2004 in Dresden) war ein deutscher Kantor und Kirchenmusikdirektor.

## Leben
Gottfried Kluttig stammte aus dem sächsischen Erzgebirge. Nach der Volksschule besuchte er die Landesschule in Dresden. Mit dem Abitur 1933 schlug er ein Studium am Kirchenmusikalischen Institut des Landeskonservatoriums der Musik zu Leipzig ein. Zu seinen Lehrern gehörten u. a. Karl Hoyer in Orgel, Kurt Thomas in Chorleitung und Johann Nepomuk David in Tonsatz.
Nach dem Examen 1937 trat er in den hauptamtlichen kirchenmusikalischen Dienst ein. Er begann seine Laufbahn an der evangelisch-lutherischen St. Markuskirche in Dresden-Pieschen als Nachfolger des Kirchenmusikers Alfred Zimmer. Im Zweiten Weltkrieg wurde er zum Militärdienst herangezogen, woran sich ein mehrjährige Kriegsgefangenschaft anschloss. In dieser Zeit war Max Lehmann sein Vertreter.
Im Jahr 1950 kehrte er an die Markuskirche zurück und baute die Gemeinde wieder mit auf. In den 1950er Jahren stieß er die Renovierung der durch die Luftangriffe auf Dresden beschädigten Eule-Orgel an. Als erster Nachkriegskantor in Dresden brachte er das Weihnachtsoratorium von Johann Sebastian Bach mit seinen Chören und dem Collegium musicum zur Aufführung. Es folgten Aufführungen u. a. der Historia der Geburt Christi von Heinrich Schütz, der Johannes-Passion von Johann Sebastian Bach, der Schöpfung von Joseph Haydn und des Requiems von Anton Bruckner.
1961 wurde er Kantor an der Stadtkirche Radeberg. In der Kirchengemeinde hob er die Trennung von Knaben- und Mädchenchor auf und etablierte einen gemischten Kinderchor, die Kurrende Radeberg. Gleichsam wurde er Kirchenmusikdirektor (KMD) im Kirchenbezirk Dresden-Land. Nach dem Weggang von KMD Harry Kaiser war er hier erneut mit Wiederaufbauprozessen befasst. So begleitete er in den 1970er Jahren den Einbau der Herbig-Orgel. Nach Auflösung des Kirchenbezirks 1978 übernahm er die Stelle als KMD im Kirchbezirk Dresden-Nord. 1983 trat er in den Ruhestand; sein Nachfolger in Radeberg wurde Wolfgang Junghanß.
Er nahm sich in seiner musikpädagogischen Arbeit den Landeskirchenmusikdirektor Alfred Stier zum Vorbild und veröffentlichte 1970 eine zweibändige Singschule. Darüber hinaus war er in der katechetischen Ausbildung am Amalie-Sieveking-Haus in Radebeul und als Dozent für Chor- und Kinderchorleitung an der Landeskirchenmusikschule Dresden tätig.
Zuletzt lebte er in einer Seniorenwohnanlage in Radeberg. Sein Sohn Christian Kluttig (* 1943) wurde Dirigent.

## Veröffentlichung
- Ein methodischer Lehrgang zur Musikerziehung des Chorsängers. Dargestellt nach der Tonika-do-Lehre. 2 Bände: Einführung und Arbeitshilfen für den Kantor und Fibel für den Chorschüler. Kirchenchorwerk der Evangelisch-lutherischen Landeskirche Sachsens, Dresden 1970.